# جوليان كاسترو
جوليان كاسترو (بالإسبانية: Julián Castro Contreras)‏ (و. 1810 – 1875 م) هو عسكري، وسياسي من فنزويلا. تولى منصب رئيس فنزويلا. توفي في بلنسية.